# Чохи
Чохи (груз. ჩოხი) — село в Грузии, в муниципалитете Душети края Мцхета-Мтианети. 

## География
Село расположено в северной части края, в 63 километрах по прямой к северу от центра муниципалитета Душети. Высота центра — 1760 метров над уровнем моря.

## Население
По данным переписи населения 2014 года, в селе проживало 17 человек.
| Год  | Население | Мужчины | Женщины |
| ---- | --------- | ------- | ------- |
| 2002 | 17        | 5       | 12      |
| 2014 | 17        | 8       | 9       |